# Кургани Мокрина
Проласком кроз равнице Војводине путник ненамерник се често сусреће са вештачким брежуљцима, курганима или гробним хумкама древних народа. На подручју Баната се по овом нарочито истиче околина Мокрина, са комплексом од око 20 истих, на потезу између Црне Баре и румунског насеља Велика Теремија.

## Опис
Мокрин је у историјско време био богато настањен. У околини овог Банатског насеља откривено је на десетине некропола из разних периода. У времену енеолита, на подручје Мокрина стизали су у таласима народи са истока, народи познати по подизању гробних хумки. Ови народи, чија култура се назива и "Јамна" (због начина сахрањивања у згрченом положају у јаме усред хумке) подигли су у непосредној околини данашњег Мокрина сигурно преко двадесет кургана. Археолози их понекад називају и степским културама, због њиховог досељења са Руских и Украјиснких лесних степа. Изгледа да су се добро осећали у нашој равници која је била "Азијска степа у малом" а у то време била погодна за сточарство, те су се настанили и прешли са номадског начина живота на седелачки. То доказују њихова стална насеља са земуницама и некрополе из каснијих епоха, бронзаног и бакарног доба, са елементима Јамне културе.
Мокрин је практично са свих страна окружен курганима, осим са севера. Највећи број истих налази (или се некада налазио) се на потезима "Висока греда", "Песак" и "Водоплав". Велик број хумки налази се и у Мокринском јарошу, на потезу северно од Сајана, што је данас подручје заштићеног добра СРП "Пашњаци велике дропље". Највећи од свих је Дебели хат уједно и тел – вишеслојни археолошки локалитет.
Околина је некад била богата и текућим водама, који су делом меандрирали и природно еутрофисали а делом вештачким каналима исушени. Остаци ових водотока су Ђукошин канал, "Мали" Бегеј и канал "Млака" на самој граници са Румунијом.

## Стање и перспективе
Све хумке у Мокринском атару задњих година све више пропадају, иако су "преживеле" неколико миленијума. Налазе се на приватним парцелама, и уколико држава не буде у ситуацији да започне процес откупа и рестаурације ових наших најстаријих споменика градитељске баштине, њихова судбина је запечаћена. Све јаче и веће пољске машине немилосрдно гуле њихову површину и прете да их заувек униште.
Старе мапе из 1785., 1870. и 1880. умногоме помажу у лоцирању њиховог положаја и утврђивању димензија пре нарушавања.
Табела приказује основне податке о хумкама које се могу идентификовати као тзв. историјске, значи све оне за које постоји податак, било стари било нови, али ова листа није ни близу исцрпна.

## Листа најважнијих хумки у Мокрину
| Име хумке               | Најближи топоним  | Стање           | КОД    | Објашњења и белешке |
| ----------------------- | ----------------- | --------------- | ------ | --- |
| Курган 1 код Мокрина    | Перјаница         | Релативно добро | BAN055 | На западном улазу у насеље |
| Курган 2 код Мокрина    | Перјаница         | Лоше            | BAN    | Са воћњаком по површини |
| "Близанице"             | "Песак"           | Релативно добро | BAN    | Два кургана, у ствари двојна хумка, на потезу "Просине"                                                                                             |
| Крстина хумка           | Водоплав          | Уништена?       | BAN    | Хумка више не постоји |
| Курган "Висока греда" 1 | Висока греда      | Лоше            | BAN    | |
| Курган "Висока греда" 2 | Висока греда      | Узорано         | BAN    | |
| Хумка Песак             | "Песак"           | Добро           | BAN125 | |
| Одаја-хумка             | Сентош            | Узорано         | BAN    | (мађ. Hódalja-halom – "hodály" на угарском значи штала за овце)                                                                                                   |
| Анонимна хумка          | Визиторски центар | Добро           | BAN    | Хумка са бункером у резервату |
| Дебели хат              | Резерват          | Лоше            | BAN    | Буџак некадашњег речног наноса и брег-тел |
| Три Анте                | Рондетлер         | Добро           | BAN    | Хумка на тројној граници атара Јазово-Сајан-Мокрин                                                                                                  |
| Погранична хумка        | Рондетлер         | Добро           | BAN    | Мања хумка која означава разграничење Сајанског и Мокринског атара                                                                                  |
| Сраница хумка           |                   | Уништена?       | BAN    | Име не познају ни најстарији мештани, па стога ни значење. Али делује као да нису имали поштовања према овој хумки, чим су јој дали подругљив назив |

## Галерија
| - Курган на потезу "Перјаница" - Курган "Перјаница" у зимском аспекту - Курган "Перјаница" гледан са магистралног пута - Курган "Перјаница" у летњем аспекту - Курган бр. 2 на потезу "Перјаница" - У повољним временским условима види се и курган Кинђа - Курган "Песак" - Курган "Три анте" се налази дубоко у резервату |